# Brevicellicium uncinatum
Brevicellicium uncinatum är en svampart som beskrevs av Hjortstam & Ryvarden 1980. Brevicellicium uncinatum ingår i släktet Brevicellicium och familjen Hydnodontaceae.   Inga underarter finns listade i Catalogue of Life.